# طلایی ۴۴۲۳
سیارک ۴۴۲۳ (به انگلیسی: 4423 Golden، نامگذاری:1949GH) چهار هزار و چهارصد و بیست و سومین سیارک کشف شده‌است که در ۴ آوریل ۱۹۴۹ کشف شد.
قدر مطلق سیارک برابر ۱۱٫۳۰ است.